# Discurria insessa
Discurria insessa är en snäckart som först beskrevs av Hinds 1842.  Discurria insessa ingår i släktet Discurria och familjen Lottiidae. Inga underarter finns listade i Catalogue of Life.

## Bildgalleri

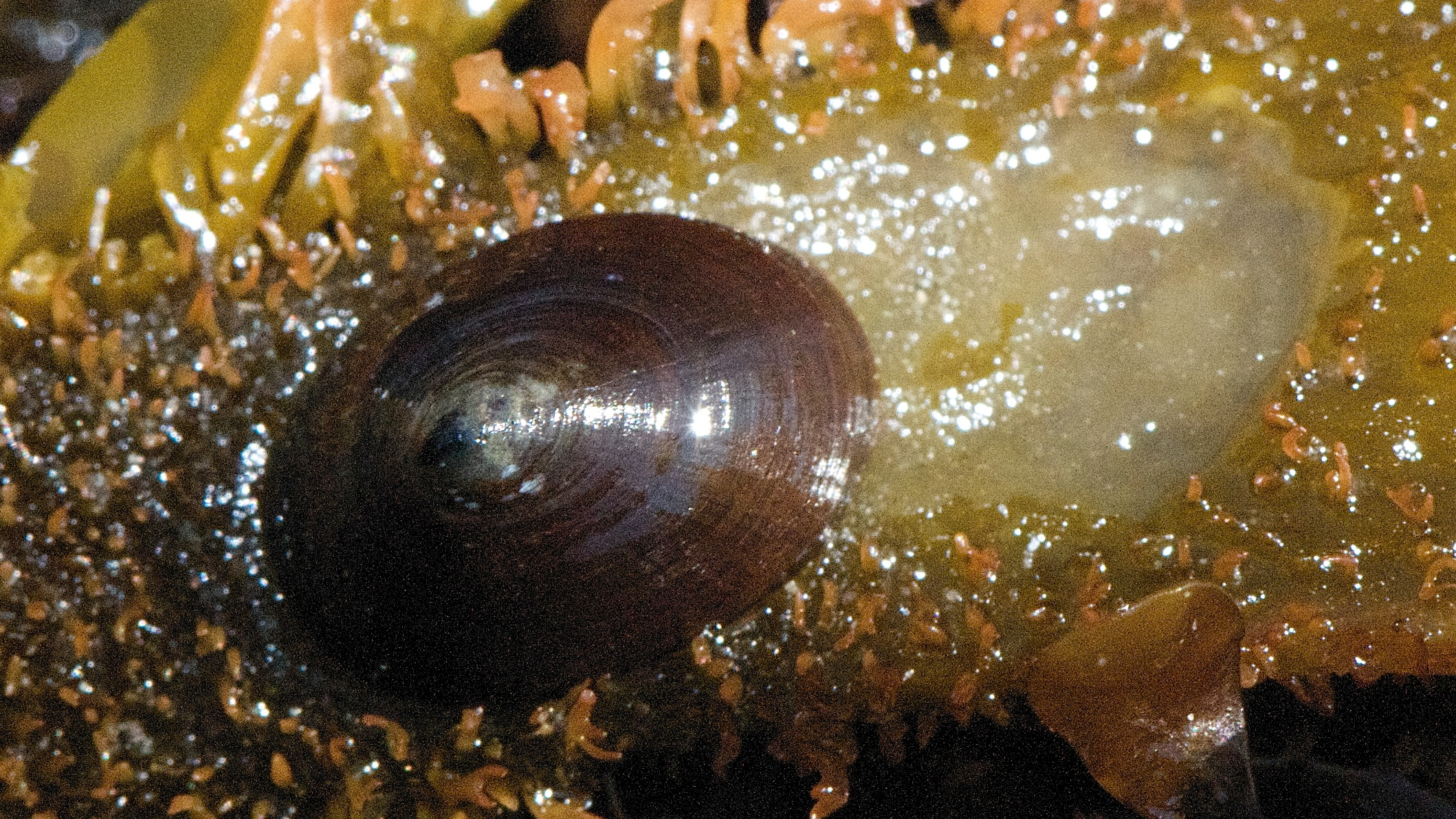